# Above the Clouds
«Above the Clouds» (en español: «Por encima de las nubes») es un sencillo de la cantante Cyndi Lauper para su álbum The Body Acoustic, con la colaboración de Jeff Beck.
La balada suave esta dedica al hijo de Lauper, Declyn. La canción es sobre el empoderamiento y el fuerte sentimiento. El sencillo fue bien en las listas de adult contemporary, donde aún recibe una reproducción radial en las radios.
La canción fue lanzada como una promoción en sólo individuales, y un video musical fue dirigido por la misma Lauper.

## Crítica
Thom Jurek de Allmusic dijo que en "Above the Clouds", como Becks marca el tono mordaz se yuxtapone a piano y el espacio. Esta es una balada que realmente duele (...) relajada, lenta y profundamente emotiva.